# جون أربوثنوت
جون أربوثنوت John Arbuthnot (ولد عام 1667 في سكوتلندا – ومات عام 1735 في لندن) طبيب وعالم رياضيات وأديب سكوتلندي.
درس الطب والرياضيات في كلية ماريشال في أبيردين، ثم بدأ في تدريس الرياضيات في جامعة سانت أندرو. واهتم بصفة خاصة بحساب الاحتمالية، وكان صديقا لديفيد غريغوري. وبين عام 1705 و1714 كان طبيبا خاصا للملكة آنا البريطانية.
وكان أبوثنوت واحدا من مؤسسي نادي سكريبليروس عام 1713، والذي كان من أعضاءه كتاب وشعراء من أمثال جوناثان سويفت وألكسندر بوب وجون غراي. وكان يكتب القصائد الساخرة السياسية.

## سيرة حياة
قال أربوثنوت في منتصف عمره، مُشتكيًا من أعمال إدموند كورل وبعض الكُتاب الآخرين، الذين كلفوا واخترعوا فكرة كتابة السيرة الحياتية للمؤلفين بمجرد وفاتهم، «السيرة الحياتية هي واحدة من أهوال الموت الجديدة»، وبالتالي، فإنه من الصعب التأكد من سيرة أربوثنوت الحياتية، نظرًا لتردده في ترك السجلّات اللازمة لكتابتها. كتب ألكساندر بوب لجوزيف سبنس مشيرًا إلى أن أربوثنوت قد سمح لأطفاله الرُضّع باللعب بكتاباته وحتى حرقها. أظهر جون طوال حياته المهنية، التواضع الشديد والود الاجتماعي والتسامح، واشتكى أصدقاؤه من عدم تلقيه الفضل على معظم أعماله.
وُلد جون في أربوثنوت، كينكاردينشاير، التي تقع على الساحل الشمالي الشرقي لاسكتلندا، وهو ابن القس الأسقفي ألكساندر أربوثنوت، ومارغريت، المولودة باسم لامي. يُقال إنه ربما يكون قد حصل على شهادة فنون من كلية ماريشال في عام 1685. شارك إخوة جون في حركة اليعاقبة عام 1689، بينما ظل هو مع والده. وكان من بين هؤلاء الإخوة روبرت، الذي فر بعد اشتراكه في حرب من أجل الدفاع عن الملك جيمس السابع في عام 1689 وأصبح مصرفيًا في المدينة الفرنسية روان، أما أخوه غير الشقيق جورج، الذي فر إلى فرنسا فأصبح تاجر نبيذ. ومع ذلك، عندما تسلم وليام الثالث العرش وطلب من البرلمانان الإسكتلندي والإنجليزي وجميع الوزراء الإقسام له ولزوجته ماري بالولاء كونهما ملكًا وملكة، لكن لم يمتثل والد جون ورفض هذا الطلب. وبصفته غير محلف، فقد طُرد من كنيسته، وكان جون هناك لرعاية الشؤون وتولي زمام الأمور عند وفاة والده في عام 1691. ذهب جون إلى لندن في عام 1691، حيث كان من المفترض أن يعمل مدرسًا للرياضيات (والتي كانت مجال دراسته الرسمية). أقام جون مع وليام بات، الذي عرفه سويفت وسماه باسم «بيل إسبريت». وقد نشر كتاب «قوانين المصادفة» في عام 1692، وقد تُرجم من كتاب كريستيان هوغنس «المنطق في لعبة النرد». كان هذا أول عمل يُنشر له باللغة الإنجليزية يتكلم عن الاحتمالات. كان مجال العمل الذي طبق فيه الاحتمالات مجالًا ناجحًا (مجال الألعاب المشهورة)، وأصبح أربوثنوت المدرس الخاص لإدوارد جيفريز، ابن جيفري جيفريز، عضو البرلمان. استمر في عمله مدرسًا لجيفريز حتى عندما التحق الأخير بكلية أكسفورد الجامعية في عام 1694، والتقى جون هناك بمجموعة متنوعة من العلماء بما في ذلك الدكتور جون رادكليف واسحق نيوتن وصموئيل بيبيس، ثم درس الرياضيات والطب. ومع ذلك، لم يمتلك جون المال الكافي ليكون طالبًا بدوام كامل، وكان بالفعل متعلمًا جيدًا، على الرغم من أن طريقة تعليمه لم تكن رسمية. التحق جون في 11 سبتمبر 1696، بجامعة سانت أندروز للتحصل على الدكتوراه في مجال الطب. وقدم في نفس اليوم سبع أطروحات طبية وتحصل على الدكتوراه.
كتب أول هجاء له في عام 1697، عند إجابته للدكتور جون وودوارد في مقال عن التاريخ الطبيعي للأرض والأجسام الأرضية، وخاصة المعادن. بعد دراسة تقرير الدكتور وودوارد وآخرون، سخر من غطرسة العمل وإصرار وودوارد الأرسطووي (أحد أبتاع أرسطو) الخاطئ على أن ما هو جذاب من الناحية النظرية يجب أن يكون حقيقيًا. وكتب جون في عام 1701، عملًا رياضيًا آخر، يتمثل في مقال يتكلم عن فائدة التعلم الرياضي، بعنوان «في رسالة من رجل نبيل يعيش في المدينة إلى صديقه في أكسفورد». كان العمل ناجحًا إلى حد ما، وأثنى جون على الرياضيات كونها وسيلة لتحرير العقل من الخرافات.
كان جون في عام 1702، في إبسوم، في فترة مرض أمير الدنمارك جورج، زوج ملكة بريطانيا العظمى آن. وفقًا لما قيل، فقد عالج جون الأمير بنجاح. وفقا لما قيل مرة أخرى، أكسبه نجاحه في علاج الأمير دعوةً إلى قصر الملك. تزوج في عام 1702، من مارغريت، التي ربما كان اسمها الحقيقي عند الولادة «ومس». على الرغم من عدم وجود سجلات معمودية، يبدو أن ولادة ابنه الأول، جورج (الذي سمي على شرف الأمير)، كانت في عام 1703. انتُخب ليكون زميلًا في الجمعية الملكية في عام 1704. وبفضل مساعدة الملكة أيضًا، تحصل على درجة الماجستير في جامعة كامبريدج في 16 أبريل 1705. كان جون شخصًا ودودًا، وقال سويفت إن الخطأ الوحيد الذي يمكن أن يستغله عدوه، هو مشيته المتبخترة غير الحذرة. جعلت منه مخالطته الاجتماعية وعلاقاته الملكية شخصية مهمة في المجتمع الملكي. أصبح جون في عام 1705، الطبيب الأول للملكة آن، وكان يحاول في نفس الوقت نشر كتابه «هيستوريا كويليستوس». أراد نيوتن وإدموند هالي أن يُنشر الكتاب على الفور، لدعم عملهم في المدارات، في حين أراد جون فلامستيد، رجل الفلك الملكي الذي كانت ملاحظاته تتعلق بأهمية الحفاظ على سرية البيانات حتى مراجعتها والتأكد منها. وكانت النتيجة استخدام جون لنفوذه كونه صديقًا وطبيبًا للأمير جورج، الذي كانت أمواله تُدفع مقابل النشر، لإجبار فلامستيد على السماح بنشر الكتاب في عام 1712، على الرغم من الأخطاء الخطيرة المذكورة فيه. اهتم جون بالآثار القديمة كونه عالمًا أيضًا، ونشر جداول التدابير اليونانية والرومانية واليهودية، بالإضافة إلى الأوزان والعملات المعدنية، التي خُفضت لتتوافق مع المستوى الإنجليزي في 1705 و 1707 و 1709، وتوسع هذا للتمهيد (من 1727 إلى 1747) والإشارة إلى ولادة (ابنه الثاني، تشارلز في 1705). على الرغم من أن جون لم يكن يعقوبيًا على غرار إخوته، إلا أنه كان من المحافظين لأسباب قومية وعائلية. نُصحت آن (وقال الكثير أنه سُيطر عليها) من قبل سارة تشرشل، دوقة مارلبورو، التي كانت بطلة في نظر حزب الأحرار البريطاني. ابتعدت الدوقة سارة تشرشل عن آن في عام 1706- شجع أعضاء مجلس المحافظين في بريطانيا هذا الانشقاق وكانوا سعيدين به.

## روابط خارجية
- جون أربوثنوت على موقع الموسوعة البريطانية (الإنجليزية)
- جون أربوثنوت على موقع ميوزك برينز (الإنجليزية)
- جون أربوثنوت على موقع إن إن دي بي (الإنجليزية)